# Europarlamentari dell'Irlanda della III legislatura
Gli europarlamentari dell'Irlanda della III legislatura, eletti in occasione delle elezioni europee del 1989, furono i seguenti.

## Composizione storica
| Europarlamentare             | Lista                    | Gruppo |
| ---------------------------- | ------------------------ | ------ |
| Niall Andrews                | Fianna Fáil              | ADE    |
| Mary Elizabeth Banotti       | Fine Gael                | PPE    |
| Neil Blaney                  | Indipendente             | ARC    |
| Patrick Mark Cooney          | Fine Gael                | PPE    |
| Pat Cox                      | Democratici Progressisti | LDR    |
| John Walls Cushnahan         | Fine Gael                | PPE    |
| Proinsias De Rossa           | Partito dei Lavoratori   | CG     |
| Barry Desmond                | Partito Laburista        | SOC    |
| Gene Fitzgerald              | Fianna Fáil              | ADE    |
| James (Jim) Fitzsimons       | Fianna Fáil              | ADE    |
| Mark Killilea                | Fianna Fáil              | ADE    |
| (Paddy) Patrick Joseph Lalor | Fianna Fáil              | ADE    |
| Patrick Lane                 | Fianna Fáil              | ADE    |
| Thomas Joseph Maher          | Indipendente             | LDR    |
| John Joseph Mccartin         | Fine Gael                | PPE    |

## Modifiche intervenute

### Partito Laburista
- In data 18.02.1994 a Barry Desmond subentra Bernie Malone.

### Partito dei Lavoratori
- In data 18.02.1992 a Proinsias De Rossa subentra Des Geraghty.